# After School Nightmare
After School Nightmare (jap. 放課後保健室, Hōkago Hokenshitsu, dt. „Krankenzimmer nach der Schule“) ist eine Manga-Serie der japanischen Zeichnerin Setona Mizushiro, die ab 2004 in Japan erschien. Das Werk umfasst etwa 2000 Seiten und lässt sich in die Genre Shōjo, Drama und Horror einordnen.
Die Geschichte handelt von einer Gruppe Schüler, die in einem gemeinsamen Traum ihre psychischen Probleme bewältigen müssen. Die Hauptperson ist dabei intersexuell.

## Handlung
Mashiro Ichijō (一条 真白) wurde als Junge erzogen, ist aber ein Hermaphrodit, also zu beiden Teilen männlich und weiblich. Davon wissen seine Klassenkollegen nichts, er ist sogar der Schwarm vieler Mädchen. Eines Tages wird er von einer Krankenschwester in eine neue Klasse geführt, die er einmal in der Woche besuchen soll. In dieser taucht er mit weiteren Schülern in einen gemeinsamen Traum ein, in dem sie ihre Ängste und psychischen Probleme überwinden sollen. Um die Klasse abzuschließen, müssen die Schüler einen Schlüssel finden. Im Traum nehmen alle andere Gestalten an als in der Wirklichkeit, die Gestalt, die sie im Traum haben, spiegelt ihr inneres Ich wider. So erscheint Mashiro je nach seiner Gefühlslage in Jungen- oder Mädchenschuluniform.
Vor seiner Mitschülerin Kureha Fujishima (藤島 紅葉) kann Mashiro sein Geheimnis nicht lange verbergen. Sie fühlt sich zu ihm wegen seiner weiblichen Seite hingezogen, weil sie Männer hasst, da sie in früher Kindheit einmal vergewaltigt wurde. So kommen beide zusammen, jedoch hält die Beziehung nicht lange. Der selbstbewusste Sō Mizuhashi (水橋 蒼) hat währenddessen auch Mashiros Geheimnis entdeckt und will sie für sich erobern. Jedoch hat er auch ein mysteriöses Verhältnis zu seiner älteren Schwester Ai Mizuhashi (水橋 蓝), die ihn nicht hergeben will. Nach einem Geständnis seiner Liebe zu Mashiro gehen sie eine Affäre ein, die aber auch nicht lange hält. Kureha leistet dazu ihren Beitrag, zunächst, weil sie Sō misstraut, dann um sich an Mashiro zu rächen, nachdem sie sich getrennt haben. Schließlich freundet sie sich mit Sō an.
Mashiro kann sich mit der Zeit mit seiner weiblichen Identität abfinden. Bei Sō stellt es sich heraus, dass seine Schwester Ai eigentlich gar nicht seine wirkliche Schwester ist, sondern nur eine Fantasiefigur, die er als Kind erschaffen hat, um die Einsamkeit zu überwinden. Er und Mashiro beginnen eine Beziehung. Da Mashiro jedoch nun mit sich selbst im Reinen ist, verlässt er die Schule am darauffolgenden Donnerstag. In der letzten Unterrichtsstunde tötet er sein männliches Selbst in der Traumwelt und bevor er die Schule verlässt, erscheint die Krankenschwester und erklärt ihm, was es wirklich mit der Schule auf sich hat.
Die Welt, in der die Figuren leben, ist nicht real, sondern die Welt der noch nicht geborenen Seelen. Die Seelen müssen ein beliebiges Schicksal auf sich nehmen, und in dem Spezialunterricht die Reife und die Kraft erlangen, mit diesem Schicksal zurechtzukommen. Wenn sie diese Prüfung bestehen und die Schule abschließen, werden sie in der wirklichen Welt geboren, vergessen aber alles, was vorher in dieser Schule gewesen war. Mashiro wird als Mädchen geboren, führt ein normales Leben und begegnet auch Sō wieder.

## Veröffentlichungen
Von der Juli-Ausgabe 2004 bis zur Dezember-Ausgabe 2007 erschien der Manga in Japan im Magazin Princess. Die im Magazin veröffentlichten Einzelkapitel erschienen beim Akita-Shoten-Verlag auch in zehn Sammelbänden.
Das Werk erschien unter anderem auf Englisch bei Go! Comi in Amerika und auf Französisch bei Asuka Comics. Der Verlag Carlsen Comics veröffentlichte seit Februar 2009 zehn Bände auf Deutsch.

## Rezeption und Interpretation
Dirk Deppey schreibt bei The Comics Journal, dass der Manga viel Psychoanalyse beinhalte, insbesondere auf die Ängste und Probleme der Pubertät bezogen. Diese würden in den Träumen versinnbildlicht dargestellt. Der Manga würde sich daher in Setona Mizushiros andere Werke wie Tag X einordnen, die ebenso psychologisch angelegt seien. Das Werk sei wegen seines Themas besonders für Jugendliche zu empfehlen, da diese die dargestellten Probleme am besten nachvollziehen könnten. Für Erwachsene könne die Geschichte jedoch zu offensichtlich sein.